# 34511 Aleenasaji
34511 Aleenasaji è un asteroide della fascia principale. Scoperto nel 2000, presenta un'orbita caratterizzata da un semiasse maggiore pari a 2,2622739 au e da un'eccentricità di 0,1732168, inclinata di 6,37260° rispetto all'eclittica.